# Ugia albertii
Ugia albertii là một loài bướm đêm trong họ Erebidae.